# Quartier Latin (film, 1929)
Pour les articles homonymes, voir Quartier Latin.
Pour plus de détails, voir Fiche technique et Distribution.
Quartier Latin (autre titre : Paris du Stadt der Liebe) est un film franco- allemand réalisé par Augusto Genina en 1928.

## Synopsis
Ralph O'Connor vit la vie de Bohème au Quartier latin avec sa bande de copains. À l'occasion d'un bal masqué, il rencontre la charmante Mimi et est séduit par sa grâce et sa fraîcheur. Mimi, modeste étudiante, s'éprend de lui à son tour. Elle le croit pauvre alors qu'il est le fils d'un richissime banquier ; pourtant Ralph ne fait rien pour la détromper. Le bonheur du jeune couple, bien réel, est toutefois menacé par l'apparition d'une princesse russe, séductrice et enjôleuse...

## Fiche technique
- Titre : Quartier latin
- Réalisateur : Augusto Genina
- Scénario original : Maurice Dekobra, adapté et dialogué par Augusto Genina, Curt J. Braun, Fritz Falkenstein
- Directeurs de la photographie : Victor Arménise, Eduard Hoesch
- Décors : Robert Gys, Lucien Aguettand, Franz Schroeder
- Producteur : Georg Jacoby
- Directeur de production : Léo Joannon
- Société de production et de distribution française : Sofar Film, Paris
- Société de production allemande : Orplid-Film GmbH
- Société de distribution allemande : Messtro-Film Verleih GmbH
- Format : Noir et blanc - Muet - 1,33:1
- Durée : 115 minutes
- Genre : Drame
- Tournage : en novembre 1928, notamment à la Gare de Lyon
- Date de sortie : 28 mars 1929

## Distribution
- Carmen Boni : Mimi
- Ivan Petrovich : Ralph O'Connor
- Gina Manès : la princesse Bolinsky
- Gaston Jacquet : le baron Hervey
- Helga Thomas : Laura
- Augusto Bandini : Jacques
- Nino Ottavi : Jean
- Magnus Stifter : Diener
- Maurice Braddell : Mario
- Oreste Bilancia
- Pierre Ferval